# Partoltice
Partoltice jsou malá vesnice a část obce Neurazy v okrese Plzeň-jih v Plzeňském kraji. Nacházejí se devět kilometrů jihozápadně od města Nepomuku v nadmořské výšce 460 metrů v převážně zemědělské oblasti. V části obce je evidováno 43 adres, přičemž k rekreaci je užíváno asi 15 % zdejších domů. V roce 2011 zde trvale žilo 66 obyvatel.
Jižně od vesnice protéká horní tok řeky Úslavy známý v okolí pod názvem Bradlava.

## Historie
První písemná zmínka o vesnici pochází z roku 1239.
Zdejší sbor dobrovolných hasičů byl založen již v roce 1890.

## Obyvatelstvo
| Rok            | 1869 | 1880 | 1890 | 1900 | 1910 | 1921 | 1930 | 1950 | 1961 | 1970 | 1980 | 1991 | 2001 | 2011 | 2021 |
| -------------- | ---- | ---- | ---- | ---- | ---- | ---- | ---- | ---- | ---- | ---- | ---- | ---- | ---- | ---- | ---- |
| Počet obyvatel | 196  | 222  | 244  | 261  | 276  | 246  | 213  | 155  | 126  | 110  | 94   | 66   | 49   | 66   | 62   |
| Počet domů     | 28   | 31   | 36   | 38   | 40   | 41   | 42   | 43   | 38   | 36   | 34   | 37   | 38   | 42   | 43   |

## Obecní správa
Při sčítání lidu v letech 1850–1975 Partoltice byly samostatnou obcí, se kterým patřily nejprve do okresu Přeštice, ale v roce 1950 v okrese Blovice a od roku 1960 v okrese Plzeň-jih. Od 1. ledna 1976 jsou částí obce Neurazy v okrese Plzeň-jih.